# Edith Södergran
Edith Södergran (San Petersburgo, 4 de abril de 1892 - Raivola, 24 de junio de 1923), poeta (que no poetisa) fino-sueca, pionera de la poesía en sueco en Finlandia. Su impacto en la poesía nórdica, especialmente en el modernismo finlandés de los años veinte, fue significativo en lo que se refiere a la liberación del verso de los confines de la rima, el ritmo regular y la imaginería tradicional. Como modernizadora de la poesía, sólo Katri Vala puede ser comparada con Edith Södergran, una de las poetas nórdicas más queridas.

## Biografía
Edith Irene Södergran nació en San Petersburgo el 4 de abril de 1892, en una familia burguesa de habla sueca. Su padre, Matts Södergran, trabajaba en una compañía de Alfred Nobel, siendo contratado posteriormente en una fábrica en Raivola como mecánico, a pesar de tener la responsabilidad de un ingeniero. En 1890 se casó con Helena Lovisa Holmroos, cuyo padre había tenido una exitosa carrera en el negocio de la fundicíón.
En 1902, Södergran ingresó en la Petri-Schule alemana en San Petersburgo. Influenciada por Heinrich Heine y Johann Wolfgang von Goethe, escribió sus primeros poemas en alemán, cambiando posteriormente al sueco. No obstante, los germanismos se convirtieron en una constante en su lenguaje. Durante aquella época criticó en sus escritos, entre otras cosas, el sistema zarista, sin tomar ninguna postura política clara. Su padre, que tenía tuberculosis, volvió a casa en 1907, tras una estancia en un hospital de Nummela. Los temas relacionados con la muerte, muy populares entre los decadentes, empezaron a aparecer en su poesía.
Södergran contrajo la misma enfermedad que su padre, siendo tratada en Nummela en 1909. Desde 1911 hasta 1914 vivió principalmente en hospitales en Suiza, donde empezó a estudiar sobre Italia y a leer a Dante. En 1914 regresó a Finlandia, llena de esperanzas con respecto a su futuro. Al año siguiente, conoció en Helsinki al escritor Arvid Mörne (1876-1946), que la animó a seguir escribiendo. Se cree que un encuentro casual con el filólogo Hugo Bergroth (1866-1937) fue el motivo por el que dejó de escribir en alemán, pasando al sueco. El expresionismo alemán de la pre-guerra la interesó sobremanera, de igual forma que el futurismo ruso de Vladimir Majakovski.
Poco antes de la Primera Guerra Mundial se instaló con su madre en la casa de verano en Raivola. Su primer libro, Dikter (1916), representaba la naturaleza de su pueblo natal como si de un sueño se tratara. En un poema amoroso (Hacia el atardecer refresca el día..., parte VI) escribió: "Buscabas una flor / y encontraste un fruto. / Buscabas una fuente / y encontraste un mar." Este libro representó una nueva voz en la literatura de aquel entonces, pero no causó demasiado debate, siendo recibido en algunos casos con admiración desconcertada y en otros como si se tratase de algo ridículo, hiriéndola profundamente. Södergran dejó de intentar entrar en los círculos literarios sueco-fineses de Helsinki en un vuelo a Raivola.
Su familia perdió sus posesiones en la Revolución rusa de 1917, motivo por el cual Edith sufrió de depresión y extrema pobreza, pero a pesar de la inseguridad y las duras condiciones de vida en las que se encontraba, escribió Septemberlyran (1918), cuya publicación dio pie a un debate sobre su posible locura. Este libro reflejaba fuertes visiones Nieztscheanas y euforia dionisiaca, pues lo que ella quería mostrar era que ni la guerra civil finlandesa, ni la sangrienta Revolución rusa, ni la tuberculosis ni mucho menos las críticas la harían dejar de escribir poesía.
Su obra no tuvo una gran aceptación en vida; no obstante, le abrió las puertas al mundillo de la literatura. En una visita a Helsinki en el otoño de 1917, conoció a numerosos escritores, a saber: Hans Ruin, Jarl Hemmer, Runar Schildt, Juhani Aho, y Eino Leino. Pero la más importante en su vida fue la crítica y escritora Hagar Olsson, que reseñó con gran entusiasmo el Septemberlyran. Olsson fue a Raivola a visitarla, y ambas mantuvieron una intensa correspondencia.
Los mejores libros posteriores de Södergran incluyen Rosenaltaret (1919, El altar de las rosas) y Framtidens Skugga (1920, Sombra del futuro). Dejó atrás su visión nietzscheana de la vida, aceptando el confort de la religión (del que Nietzsche renegaba). A principios de los años veinte se hizo miembro de la Sociedad de Antropología, dejando de escribir poesía durante un tiempo. Su último libro, Landet som icke är, fue la preparación de Södergran para la muerte; fue publicado póstumamente en 1925. Los poemas resignados, que buscaban en el país que no existe, fueron recopilados y publicados por el poeta Elmer Diktonius.
Edith Södergran murió en Raivola el 24 de junio de 1923. Raivola se convertiría pocos años después en un lugar de perenigraje para los seguidores de Södergran.

## Obra
- Dikter (Poemas) (1916)
- Septemberlyran (Lira de septiembre) (1918)
- Rosenaltaret (El altar de las rosas) (1919)
- Framtidens skugga (La sombra del futuro) (1920)
- Landet som icke är (La tierra que no es) (póstumo, 1925)

### Traducciones al castellano
- Antología poética. Traducción de Jesús Pardo. Madrid: Visor, 1992. ISBN 84-7522-283-8
- Edith Södergran. El corazón desmedido. [Biografía y antología poética]. Traducción de Carmen Díaz de Alda Heikkilä. Madrid: Ediciones Torremozas, 1992, 95 pp., 2.ª edición: 1996. (Colección Torremozas; 88). ISBN 84-7839-089-8
- Virgen moderna: poesía completa. Traducción de Renato Sandoval Bacigalupo e Irma Síltanen. Introducción de R. Sandoval. Lima: Editorial Nido de Cuervos, 1993, 177 pp., 2.ª edición revisada y corregida: febrero de 1999, 167 pp.
- Sombra del porvenir. [Antología poética]. Selección y traducción del sueco por Javier Sologuren. Lima: Pontificia Universidad Católica del Perú, 1996, 54 pp. (Colección El Manantial Oculto; 1).
- El país que no es. [Antología poética]. Edición bilingüe. Traducción del sueco por Roberto Mascaró. Prefacio de Christian Anwandter Donoso. Santiago de Chile: Chancacazo Publicaciones, 2011, 178 pp. (Colección Satura Traducciones; 2). ISBN 978-956-8940-18-8 [Contiene textos de los libros Poemas, Lira de septiembre, El altar de rosas, La sombra del futuro y El país que no es, e iconografía de la autora].
- Poesía completa. Tercera edición revisada y corregida [1993-1999]. Traducción del sueco e introducción ("Edith Södergran: el cuerpo hecho poema") de Renato Sandoval Bacigalupo. Lima-Ica: Biblioteca Abraham Valdelomar, noviembre de 2012. 226 pp. (Colección La Fuente Escondida; 1). [Contiene: Poemas, Lira de setiembre, Altar de rosas, La sombra del futuro, La tierra que no es, aforismos (1919-1922) e iconografía de la autora].
- Encontraste un alma. Poesía completa.  Traducción de Neila García. Prólogo de Elena Medel. Madrid, Nórdica libros. 2017.